# De Cecco
De Cecco er en italiensk virksomhed, der fremstillet tørret pasta, mel og andre relaterede fødevareprodukter. Det er verdens tredjestørste pastaproducent.
Selskabet blev grundlagt i 1886 af brødrene De Cecco i den lille by Fara San Martino i Abruzzo-region. Nicola De Cecco producerede oprindeligt mel på sin mølle, inden han åbnede pastafabikken.

## Yderligere læsning
- Pasta De Cecco. Una storia di qualità. Cierre Edizioni, 2006. ISBN, 8883143876.